# 新垣紀子 (編集者)
新垣 紀子 （しんがき のりこ、1970年 - ）は、日本の編集者、文筆家。1995年の『月刊オール川柳』の創刊に関わり、編集長などを務めた。
大阪市旭区に生まれ、千林商店街の近くで育つ。
桃山学院大学文学部卒業後、コピーライターとして広告会社に勤務した後、1995年に葉文館出版に入り、『月刊オール川柳』の創刊に関わって、編集次長、編集長を歴任した。この間、1998年には「葉文館出版・出版部」名義の編となっている『大阪弁川柳』の編集にあたった。葉文館出版は2000年6月に倒産。編集者として編集プロダクションなどに勤務。
2014年、林ふじを句集『川柳みだれ髪』（復本一郎監修、ブラス出版）の編集を担当。
2016年より『サンデー毎日』の「ラブYOU川柳」の選者を、近藤勝重と交代で務める。
2019年よりフリー。編集・ライターのほか、NHK文化センター（横浜ランドマーク教室：2001年～）、神奈川大学KUポートスクエア（2019年前期）などで川柳講座の講師を担当。

## おもな著書
- 『知的に楽しむ川柳』復本一郎著（第２部執筆担当）、日東書院、2001年
- 『川柳で乗り切る人生のデコボコ道：気持ちが楽になる効果抜群の120句』はまの出版、2004年
- 『恋川柳：川柳作家・林ふじをから、恋して生きていくあなたへ』はまの出版、2004年
- 『三省堂名歌名句辞典』佐佐木幸綱・復本一郎編（近現代川柳執筆担当）、三省堂、2004年